# DM111
DM111 (oznaczenie fabryczne Rh-30) – niemiecki pocisk odłamkowo-burzący kalibru 155 mm produkowany przez firmę Rheinmetall.

## Dane taktyczno-techniczne
- Kaliber: 155 mm
- Długość: 875 mm
- Masa: 43,5 kg
- Masa materiału wybuchowego: 11,5 kg
- Donośność: 33 300 m (lufa L/52)